# Zalew Ostrowy

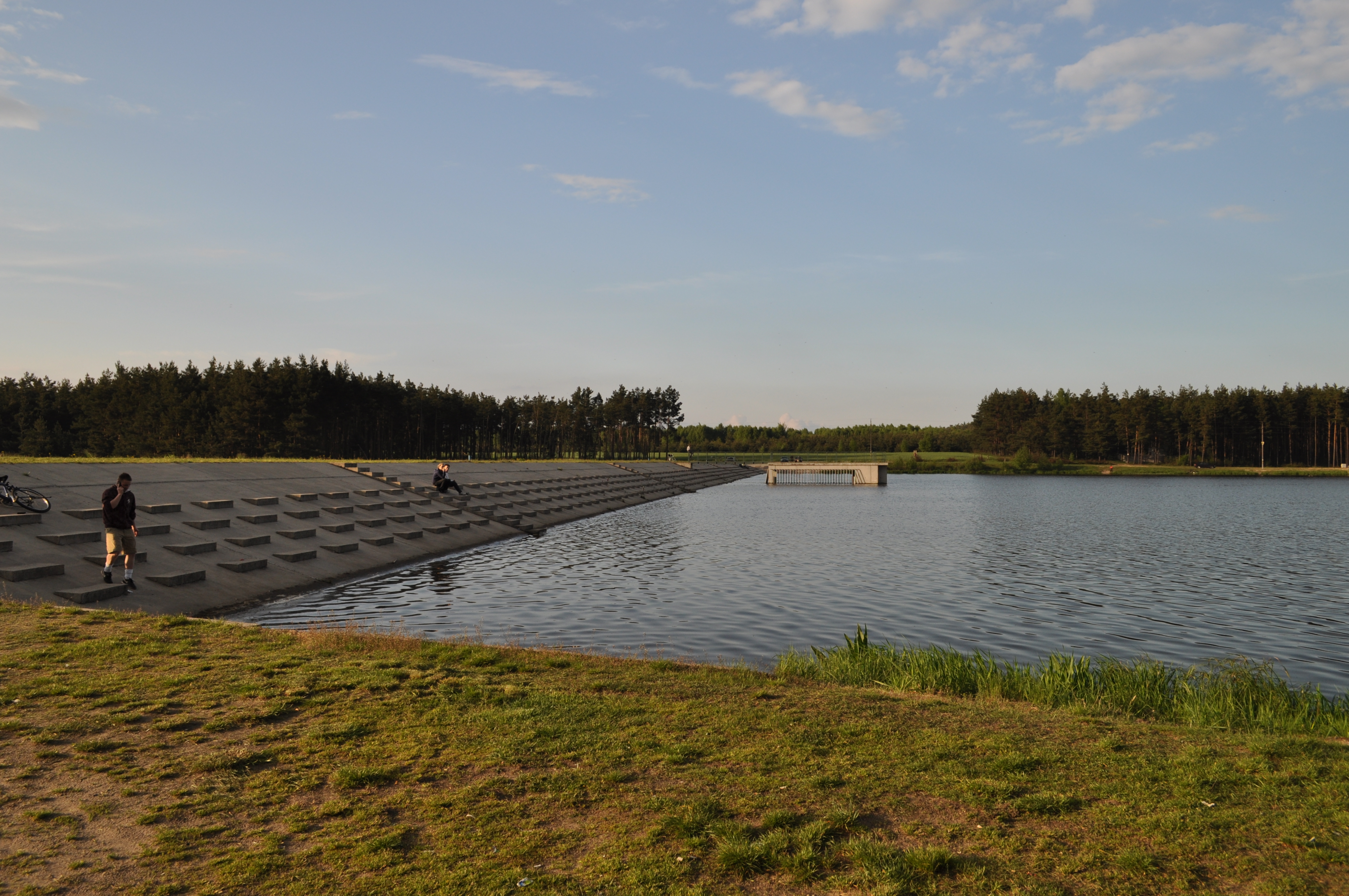
Zapora na zalewie w Ostrowach

Zalew Ostrowy – zbiornik retencyjny na rzece Białej Okszy znajdujący się pomiędzy wsiami Ostrowy nad Okszą i Borowa, w gminie Miedźno, powiecie kłobuckim. Zbiornik ma powierzchnię 39 ha.
Budowę zbiornika rozpoczęto w 2000, a zakończono w 2003 roku. W 2004 zbiornik był już zorganizowanym łowiskiem. Od 2006 odbywają się tutaj amatorskie regaty żeglarskie w klasach Optimist i Cadet. Urządzono kilka miejsc wypoczynku dla turystów między innymi plażę, znajdującą się w pobliżu zapory.
Zalew otacza w większości las sosnowy, choć rozwój turystyki doprowadził do budowy wielu domków letniskowych i gospodarstw agroturystycznych. W pobliżu zalewu, w biegu Białej Okszy, znajduje się nowoczesna oczyszczalnia ścieków obsługująca pobliskie wsie.